# Louis Uytroever

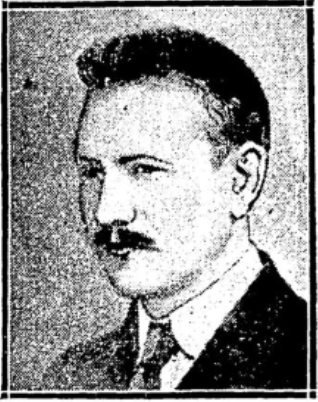

Melchior Louis Uytroever (Sint-Jans-Molenbeek, 8 september 1884 - Koekelberg, 7 december 1966) was een Belgisch volksvertegenwoordiger.

## Levensloop
Uytroever was vanaf zijn tien jaar leerling-suikerbakker. Hij kwam ook in contact met de socialistische vakbond en werd vakbondssecretaris. Hij werd drukker en hoofdredacteur van het vakblad Le Travailleur des Services Publics voor de arbeiders van de openbare diensten. Hij werd secretaris-generaal van de centrale van de arbeiders van de openbare diensten. Tijdens de Eerste Wereldoorlog was hij actief in de liefdadige werken van hulpverlening.
Van 1921 tot 1946 was hij gemeenteraadslid van Koekelberg en van 1925 tot 1938 schepen. Hij was ook actief in de maatschappij voor sociale woningen en zetelde in de algemene raad van de Belgische Werkliedenpartij.
In 1919 werd hij verkozen tot socialistisch volksvertegenwoordiger voor het arrondissement Brussel, mandaat dat hij vervulde tot 1946. Tijdens een plenaire zitting van de Kamer werd Uytroever in 1932 met een revolver beschoten vanuit de tribune door een zekere Karel Vens. Hij was na de Eerste Wereldoorlog zijn stadsbaan van lantaarnopsteker kwijtgeraakt wegens activisme en gaf het parlementslid de schuld dat hij niet weer in dienst werd genomen. De kogel nam slechts een giletknop van Uytroever mee, waarna de schutter werd overmeesterd.